# 폴리바이닐 알코올
폴리비닐 알코올(polyvinyl alcohol, PVOH, PVA, PVAI)은 물에 녹는 중합체이다. 비닐 알코올수지라고도 한다.
폴리비닐 알코올은 필름 형성, 에멀전, 접착 특성이 뛰어나다. 그러나 기름, 윤활유, 용매와는 섞이지 않는다. 주로 사용되는 물풀의 주 성분이다.

## 준비
수많은 비닐 중합체와 달리 PVA는 일치하는 단위체의 중합 반응으로 만들지 않는다. 단량체인 비닐 알코올은 호변이성체의 형태인 아세트 알데하이드로 존재한다. 그 대신 아세테이트 제거를 위하여 아세트산 폴리비닐의 부분, 완전 가수분해로 만든다. 무연탄과 석회석을 써서 만들기도 했다. 하지만 북한을 제외한 국가에서는 그렇게 만들지 않는다. 석탄으로 만든 PVA는 비닐론이라는 이름으로 불린다.

## 같이 보기
- 아세트산 폴리바이닐
- 중합